# Diogo Freitas do Amaral
Diogo Pinto de Freitas do Amaral (ur. 21 lipca 1941 w Póvoa de Varzim, zm. 3 października 2019 w Cascais) – portugalski polityk, prawnik i nauczyciel akademicki, współzałożyciel i przewodniczący Centrum Demokratyczno-Społecznego, parlamentarzysta, wicepremier i minister, od 4 grudnia 1980 do 9 stycznia 1981 pełniący obowiązki premiera Portugalii.

## Życiorys

### Wykształcenie i działalność zawodowa
W 1963 uzyskał licencjat, a cztery lata później doktorat z prawa na Uniwersytecie Lizbońskim. Zawodowo związany z macierzystą uczelnią, specjalizował się w prawie administracyjnym. Od 1970 kierował katedrą prawa administracyjnego na Uniwersytecie Lizbońskim. W 1984 otrzymał pełne stanowisko profesorskie. Przez pięć kadencji przewodniczył radzie naukowej wydziału prawa. Od 1977 wykładał również na Universidade Católica Portuguesa. W drugiej połowie lat 90. był współzałożycielem wydziału prawa na Universidade Nova de Lisboa, przechodząc do pracy głównie na tej uczelni. Autor publikacji naukowych, a także książki dotyczącej Alfonsa I i sztuki teatralnej poświęconej Wiriatusowi.

### Działalność polityczna
W 1974 wkrótce po rewolucji kwietniowej był współzałożycielem partii Centrum Demokratyczno-Społeczne. W latach 1974–1982 stał na czele tego ugrupowania. Od 1976 do 1983 sprawował mandat posła do Zgromadzenia Republiki.
Po wyborach parlamentarnych w 1979 i 1980 wprowadzał CDS do rządzącej koalicji. Od stycznia 1980 do czerwca 1983 pełnił funkcję wicepremiera. W latach 1980–1981 był ministrem spraw zagranicznych, a od 1981 do 1983 ministrem obrony narodowej. Po śmierci Francisca Sa Carneiro w katastrofie lotniczej tymczasowo kierował portugalskim rządem (od 4 grudnia 1980 do 9 stycznia 1981).
W 1986 kandydował w wyborach prezydenckich. Osiągnął najlepszy rezultat w pierwszej turze, w drugiej turze pokonał go jednak Mário Soares (Diogo Freitas do Amaral otrzymał 48,8% głosów). W latach 1988–1991 ponownie kierował Centrum Demokratyczno Społecznym, a w pierwszej połowie lat 90. ponownie zasiadał w portugalskim parlamencie w okresie VI kadencji. W 1995 przewodniczył sesji Zgromadzenia Ogólnego ONZ. Odszedł później z założonej przez siebie partii po konflikcie z wchodzącymi w skład jej kierownictwa eurosceptykami. W kolejnych wyborach wspierał Partię Socjaldemokratyczną (2002) i Partię Socjalistyczną (2005). Należał do zdecydowanych przeciwników interwencji w Iraku. Po sukcesie socjalistów w wyborach z 2005 objął stanowisko ministra spraw zagranicznych w gabinecie José Sócrates. Zrezygnował z niego w 2006, motywując to problemami zdrowotnymi.